# Hermetia amsarii
Hermetia amsarii är en tvåvingeart som beskrevs av Adisoemarto 1975. Hermetia amsarii ingår i släktet Hermetia och familjen vapenflugor. Inga underarter finns listade i Catalogue of Life.